# Petra Adler
Petra Adler es una deportista sueca que compitió en taekwondo. Ganó una medalla de bronce en el Campeonato Europeo de Taekwondo de 1988, en la categoría de –65 kg.

## Palmarés internacional
| Campeonato Europeo | Campeonato Europeo | Campeonato Europeo | Campeonato Europeo |
| Año                | Lugar              | Medalla            | Categoría          |
| ------------------ | ------------------ | ------------------ | ------------------ |
| 1988               | Ankara (Turquía)   | Medalla de bronce  | –65 kg             |